# Stellar (nowozelandzki zespół muzyczny)
Stellar (zapis stylizowany: Stellar*) – nowozelandzki zespół rockowy, którego liderką i wokalistką jest Boh Runga, siostra piosenkarki Bic Runga. W swojej karierze zespół ma cztery single w czołowej dziesiątce notowań nowozelandzkich list przebojów (najwyższy – „Every Girl” na 3.) i dwa albumy, które osiągnęły 1. miejsca. Formacja jest siedmiokrotnym laureatem New Zealand Music Awards, w tym za album roku (debiutanckie wydawnictwo, Mix).

## Dyskografia
źródło: 

### Albumy studyjne
| Informacje                                                                                                |
| --- |
| Mix - data wydania: 29 lipca 1999 - pozycja na listach: #1 NZ - certyfikat: 5× platyna (NZ)               |
| Magic Line - data wydania: 22 października 2001 - pozycja na listach: #1 NZ - certyfikat: 1× Platyna (NZ) |
| Something Like Strangers - data wydania: 28 sierpnia 2006 - pozycja na listach: #9 NZ - certyfikat: –     |

### Single
| Rok  | Singel                               | Album                    | Pozycja |
| Rok  | Singel                               | Album                    | NZ      |
| ---- | ------------------------------------ | ------------------------ | ------- |
| 1996 | „Happy Gun”                          | – (bez albumu)           | –       |
| 1998 | „What You Do (Bastard)”              | Mix                      | 17      |
| 1999 | „Part of Me”                         | Mix                      | 4       |
| 1999 | „Violent”                            | Mix                      | 11      |
| 1999 | „Undone”                             | Mix                      | 13      |
| 2000 | „Every Girl”                         | Mix                      | 3       |
| 2001 | „All It Takes”                       | Magic Line               | 7       |
| 2002 | „Taken”                              | Magic Line               | 6       |
| 2002 | „Star"                               | Magic Line               | 40      |
| 2003 | „One More Day”                       | Magic Line               | –       |
| 2006 | „Whiplash”                           | Something Like Strangers | –       |
| 2006 | „For a While" (feat. Andy Lovegrove) | Something Like Strangers | –       |